# Daisy Solomon
Pour les articles homonymes, voir Solomon.
Daisy Dorothea Solomon (1882 - 1978) est une suffragette originaire d'Afrique du Sud. Elle est postée comme une « lettre humaine » lors de la campagne des suffragettes britanniques en utilisant une bizarrerie du système postal pour approcher le Premier ministre qui ne veut pas recevoir une délégation de femmes réclamant le droit de vote. Solomon est secrétaire de groupes de suffragettes et emprisonnée pour protestation et elle a entamé une grève de la faim. 

## Enfance et famille
Daisy Dorothea Solomon naît en 1882 au Cap, Western Cape, en Afrique du Sud, l'une des six enfants, de Saul Solomon (en) (1817-1892), originaire de la colonie du Cap et Georgiana Solomon (1844-1933) qui est britannique. Le père de Daisy Solomon est un propriétaire de journal et un politicien libéral et devient le gouverneur dans la Colonie du Cap en Afrique du Sud et sa mère est une enseignante et suffragette. Daisy Solomon grandit dans une famille aux vues réformatrices. Son père est connu comme radical en raison de son soutien à un gouvernement multiracial contrairement aux opinions politiques de nombreuses personnes au pouvoir à l'époque. Son père est un partisan des droits des femmes, connu pour défendre la liberté d'expression au parlement et dans le journal Cape Argus qu'il possède et avait un exemplaire original de Vindication of the Rights of Women de Mary Wollstonecraft dans sa bibliothèque. 
La mère de Salomon émigre d'Écosse en Afrique du Sud en 1873 pour enseigner dans une école de filles nouvellement fondée qui devint le Good Hope Seminary (en), et épouse Saul Solomon, beaucoup plus âgé qu'elle, le 27 mars 1874. Malheureusement, leur fille aînée et sa gouvernante se noient dans un accident en 1881, avant la naissance de Daisy. Salomon a un frère aîné, également prénommé Saul, qui devient juge à la Cour suprême d'Afrique du Sud (en) ; une sœur Marguerite; un frère George ; et un frère William Ewart Gladstone Solomon, artiste qui suit leur mère dans l'éducation en tant que directeur de la Bombay School of Art  et a également conçu une bannière de la WSPU. La mère de Solomon, Georgiana, fait campagne en Afrique du Sud pour le Woman's Christian Temperance Union, devenant une représentante internationale et plus tard vice-présidente mondiale, et s'engage ensuite dans l'activisme militant pour le suffrage des femmes en Grande-Bretagne ; elle revient pendant une courte période (1902 ) pour soutenir la campagne en faveur des femmes en Afrique du Sud.
La famille Solomon retourne en Grande-Bretagne en 1888 en raison de la mauvaise santé du père Saul; il meurt en Écosse en 1892. Daisy Solomon vit à Bedford, puis à Sidcup, avant que la famille ne déménage à West Hampstead.

## Activisme politique
Salomon et sa mère rejoignent l'Association libérale des femmes (WLA) mais ont décidé en 1908 que cela ne fait pas suffisamment de progrès sur le droit de vote des femmes, et elles rejoignent l'organisation militante des suffragettes, la Women's Social and Political Union (WSPU). Les Salomon prennent part à un certain nombre d'événements de suffragette pendant la campagne en cours de la WSPU, qui organise des manifestations et des coups de pub pour attirer l'attention des politiciens et du public.

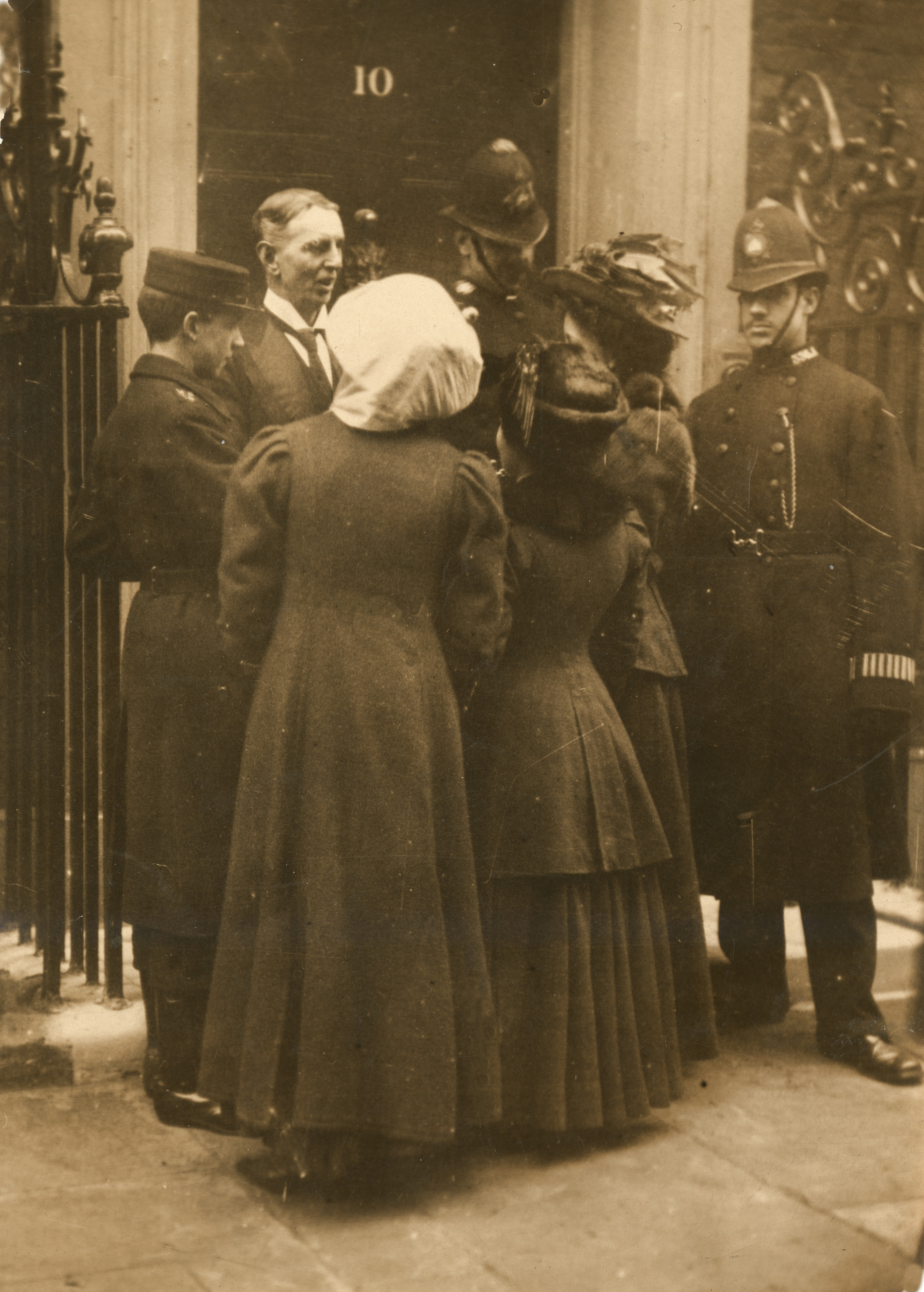
Daisy Solomon et Elspeth McLelland - lettres humaines au 10 Downing Street le 23 février 1909

Le 23 février 1909, Jessica Kenney emmène Daisy Solomon et Elspeth Douglas McClelland au bureau de poste sur le Strand et paye trois pence pour qu'elles soient « postées » au Premier ministre au 10 Downing Street la veille de la réunion du « Parlement des femmes » à Caxton Hall. Cela a fait la une du Daily Mirror, dont le journaliste a été alerté. Solomon et McClelland sont vivement applaudies en rejoignant l'événement de Caxton Hall. Après cette rencontre, une délégation comprenant Salomon tente de nouveau d'approcher le Premier ministre, alors qu'il dîne au restaurant, et vingt-sept femmes sont arrêtées avec la dirigeante Emmeline Pethick-Lawrence. Pour Solomon et d'autres comme Constance Lytton, Caprina Fahey, Rose Lamartine Yates et Sarah Carwin, il s'agit de leur première arrestation pour militantisme. L'attention internationale est attirée, le Los Angeles Herald commentant la "position sociale élevée" de Salomon et d'autres manifestants et remarquant qu'"il est de plus en plus difficile de prédire comment leurs demandes pourraient être plus longtemps parées" et déclarant que la situation de ces arrestations et la persévérance de ceux qui luttaient pour le droit de vote des femmes devenait « embarrassant » pour le gouvernement britannique. 
Constance Lytton cite Solomon écrivant sur la rareté des meubles en prison : « un matelas fin et dur et un oreiller encore plus fin » et transmet dans une brève déclaration la joie de trouver une brosse et un peigne dans son livre Prisons and Prisoners : some personal experiences. Salomon entame une grève de la faim et elle est alimentée de force. Malgré cette expérience, Salomon déclare qu'elle considère son emprisonnement comme un « baptême pour travailler à l'élévation de la féminité ». 
En 1906, Solomon est co-secrétaire de la branche WSPU de Hampstead mais démissionne en 1913. Les recherches d'Elizabeth Crawford, chercheuse sur les suffrages, identifient en 2019 qu'en 1910, la bannière du frère de Salomon William E. Gladstone Solomon représentant la nouvelle égalité politique des sexes, avec un homme et une femme et la formulation « l'ancien ordre change, donnant lieu à de nouveaux » pour le nord-ouest de Londres WPSU est déployée dans les locaux de la succursale, et Solomon peut être l'un des titulaires debout dans l'image du Kilburn Times. La grande banderole défile lors de la procession « Prison to Citizenship » le 17 juin 1910,. Votes for Women, le bulletin d'information de la WSPU, recommande la veille de cet événement "Ne laissez aucune femme locale manquer l'occasion de marcher dans la grande procession sous la plus belle bannière de M. WE Gladstone Solomon".
En 1915, Solomon a cependant rejoint la branche Hampstead and Golders Green des United Suffragists, en tant que co-secrétaire et elle est en communication avec d'autres suffragettes telles que Charlotte Despard. En 1918, Solomon devient secrétaire à la littérature de la British Dominions 'Women's Citizens Union, assistant à une conférence internationale à Paris en 1923. Salomon continue à faire campagne pour l'extension du droit de vote à l'égalité des hommes, y compris en 1926 en tant que secrétaire honoraire du Comité de campagne pour l'égalité des droits politiques. En 1928, Solomon prend la relève en tant que secrétaire de la British Commonwealth League (en) et explique la situation sud-africaine avec leurs femmes faisant une quantité considérable de travail social et de bien-être, mais sans émancipation parlementaire étendue et aucun parti politique approuvant le suffragisme, bien que les femmes puissent voter pour les conseils locaux; il y a un petit nombre de conseillères et une femme maire, mais elle explique également que les considérations raciales entravent le progrès et que les suffragistes britanniques devraient sympathiser et soutenir. En 1932, elle écrit à Phoebe Cusden (en) au sujet des arrangements suspendus pour les délégués passant du temps à Genève à la Société des Nations. 
Solomon vit encore en Angletere en 1948, mais retourne vraisemblablement vivre en Afrique du Sud où elle est en 1963. Elle y meurt en 1978.

## Postérité
Daisy Solomon est élevée dans une famille qui croit aux droits des femmes et elle fait don à la Women's Service Library (maintenant la Fawcett Library), y compris l'exemplaire original de son père Saul Solomon de Vindication of the Rights of Women de Mary Wollstonecraft. 
Les propres papiers de Salomon sont donnés à la bibliothèque sud-africaine du Cap, qui fait maintenant partie de la Bibliothèque nationale d'Afrique du Sud.